# Bestenliste italienischer Triathleten auf der Ironman-Distanz

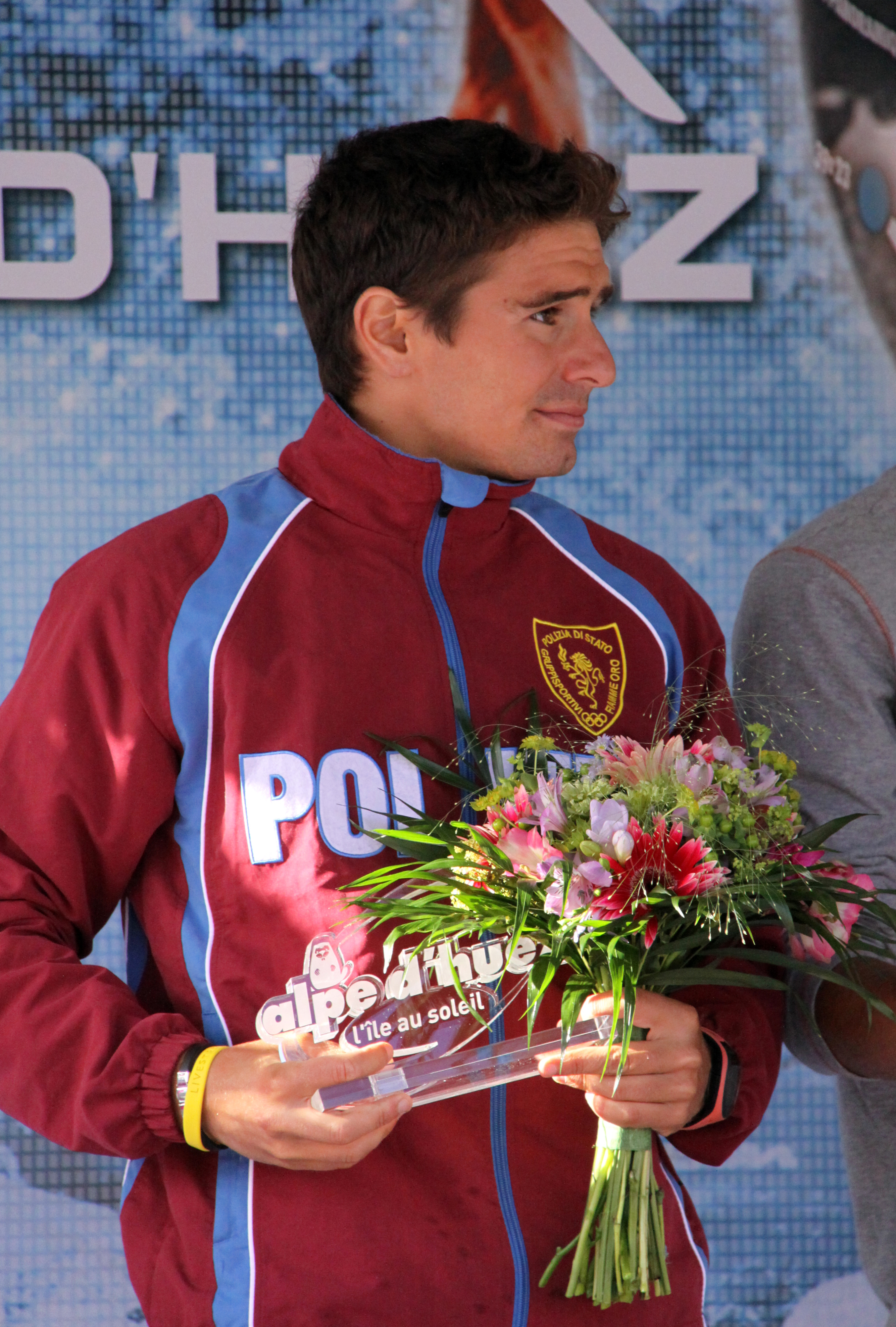
Alberto Casadei (2010)

Die Bestenliste italienischer Triathleten auf der Ironman-Distanz umfasst alle Zeiten, die weltweit von italienischen Männern bei einem Triathlon über die Langdistanz bzw. Ironman-Distanz (3,86 km Schwimmen, 180,2 km Radfahren und 42,2 km Laufen) erzielt wurden (Stand: 25. November 2024).

## Kriterien für die Bestzeiten
Jeder Athlet wird hier mit seiner persönlichen Bestzeit angeführt. Berücksichtigt werden Zeiten von Amateuren und Profis unter 8:20 Stunden seit Oktober 1982. 
Wettkämpfe, bei denen witterungsbedingt nur ein Duathlon ausgetragen wurde, oder Teildistanzen stark durch den Veranstalter verkürzt wurden, finden keine Berücksichtigung. Eine offizielle Vermessung der Strecken, wie in der Leichtathletik mit dem Jones-Counter, erfolgt im Triathlon bis jetzt nicht. Die Rennen sind deshalb aufgrund einer nicht ganz genauen Länge nur begrenzt bzw. eingeschränkt vergleichbar. Die offiziellen Verbände führen keine Rekorde oder Bestenlisten. 
Auch die Zeiten bei ein und demselben Wettkampf, wie auch auf Hawaii, sind durch Streckenänderungen, Baustellen, Beschaffenheit oder Veränderung des Straßenbelags, Verlegungen und Veränderungen der Wechselzonen, nicht vergleichbar. Bei den hier aufgeführten Zeiten handelt es sich um Ergebnisse, die bei Wettkämpfen mit offiziellem Windschattenverbot erzielt worden sind.

## Liste
| Platz | Name                 | Jahr | Zeit    | Veranstaltung      | Bemerkung / Titel                | Quelle |
| ----- | -------------------- | ---- | ------- | ------------------ | -------------------------------- | ------ |
| 1     | Gregory Barnaby      | 2024 | 7:33:44 | Ironman Germany    |                                  | [ 1 ]  |
| 2     | Mattia Ceccarelli    | 2024 | 7:46:29 | Ironman Germany    |                                  | [ 2 ]  |
| 3     | Dario Giovine        | 2024 | 7:50:17 | Ironman Mexico     |                                  | [ 3 ]  |
| 3     | Daniel Fontana       | 2013 | 8:05:48 | Ironman Florida    | IM Triathlon Sprintdistanz 2005  | [ 4 ]  |
| 4     | Giulio Molinari      | 2018 | 8:05:56 | Ironman Copenhagen | IM Triathlon MD 2014, 2016, 2017 | [ 5 ]  |
| 5     | Alberto Casadei      | 2014 | 8:10:49 | Ironman Barcelona  |                                  | [ 6 ]  |
| 6     | Domenico Passuello   | 2010 | 8:13:37 | Ironman Regensburg |                                  |        |
| 7     | Alessandro Degasperi | 2016 | 8:13:53 | Ironman Austria    | EM Wintertriathlon 2005          |        |

(IM = italienischer Meister, EM = Europameister, WM = Weltmeister, MD = Mitteldistanz)